# 深泓线
深泓线又稱溪線，指人們將溪流橫斷面中的最深點連起來的線。河流拐彎處的深泓线比較靠近凹岸那一邊。 如果河床出現變化，深泓线也會相應出現變更。